# Videberget
Videberget är ett naturreservat i Åre kommun i Jämtlands län.
Området är naturskyddat sedan 2018 och är 468 hektar stort. Reservatet omfattar en halvö med berget med detta namn och dess sluttning mot Ängsfjärden och består av gammal tallskog varvat med myrmarker, hällar och branter. I svackorna finns områden med gammal granskog 